# Ciudad Universitaria Rodrigo Facio

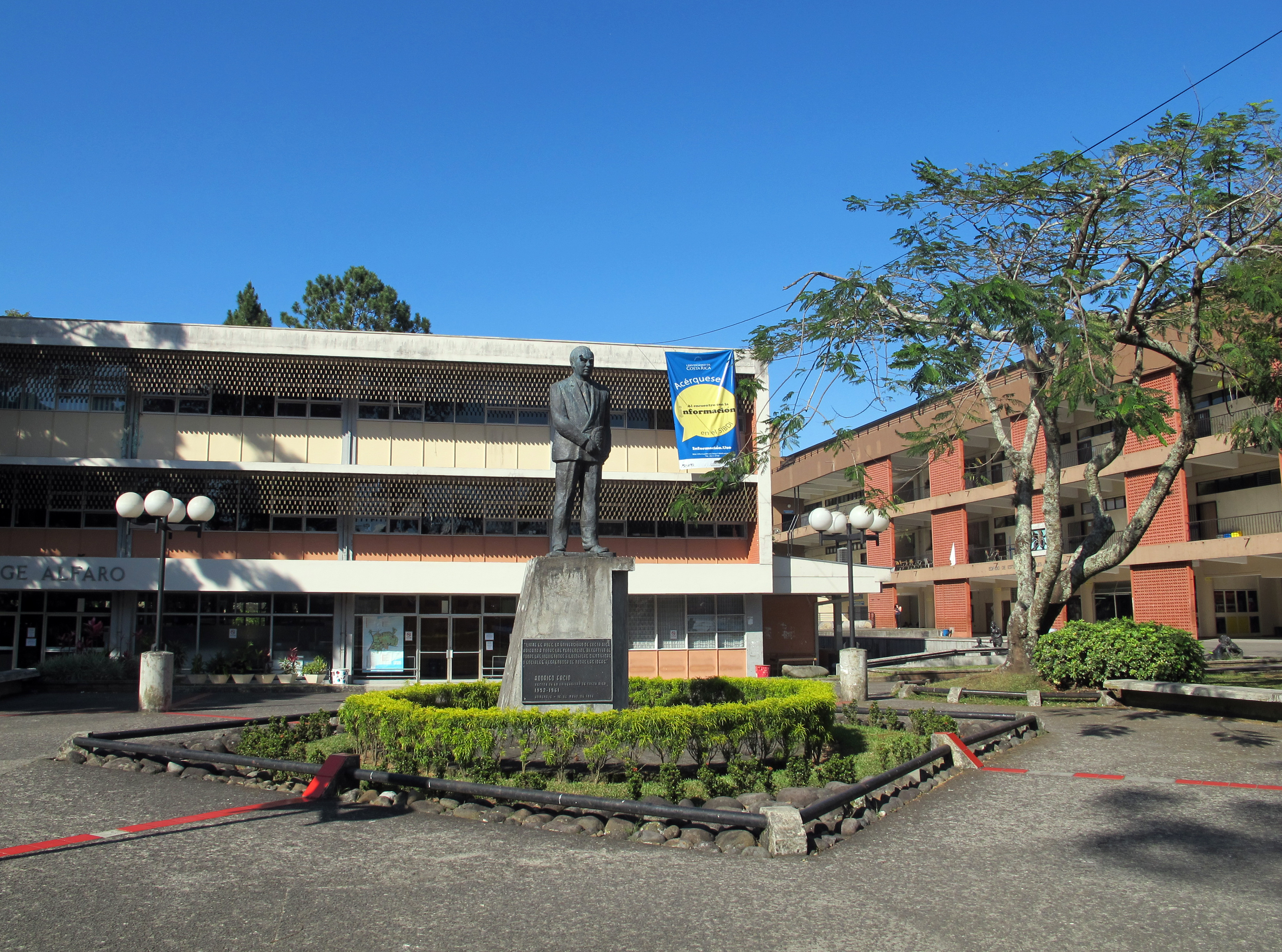
Plaza frente a la Biblioteca Carlos Monge Alfaro, con la estatua de Rodrigo Facio Brenes en la parte central de la Ciudad Universitaria que lleva su nombre

La Ciudad Universitaria Rodrigo Facio Brenes (también conocida como Finca 1 de la Universidad de Costa Rica) es el nombre de la sede central de la Universidad de Costa Rica, la principal universidad costarricense. A su vez, es el Campus más importante y extenso del país. 
La Ciudad Universitaria Rodrigo Facio Brenes está ubicada en el distrito de San Pedro, cantón de Montes de Oca, en San José, a 3 kilómetros al este de la capital nacional. Los edificios de sus facultades, escuelas, institutos, centros, bibliotecas (como la Biblioteca Carlos Monge Alfaro), y oficinas administrativas, se levantan en medio de hermosos jardines, jardines  botánicos y pequeños bosques dentro del Campus.
Como consecuencia de su marcado crecimiento, importantes obras de infraestructura han sido edificadas en su periferia: en la Ciudad de la Investigación (al Este del Campus principal) y en las Instalaciones Deportivas (al Norte del Campus principal)

## Característica
El Campus principal de la Universidad de Costa Rica es la Ciudad Universitaria Rodrigo Facio Brenes, nombrado así en honor al exrector Rodrigo Facio Brenes, quien en los años 50 y 60 condujo la reforma universitaria que ha hecho de la Universidad  de Costa Rica una de las más reconocidas del continente.
La Universidad de Costa Rica alberga una población promedio permanente de 42 000 estudiantes, distribuidos tanto en su sede central como en sus sedes regionales. De ellos, alrededor de 30,000 están matriculados solo en su sede central.
La Ciudad Universitaria se divide en tres grandes sectores:
- El primero y más antiguo, propiamente denominado Ciudad Universitaria Rodrigo Facio Brenes (Finca 1) ocupa un área total de 31,5 hectáreas y agrupa edificaciones de las diferentes facultades, escuelas, institutos y centros de investigación, así como oficinas administrativas, lo cual suma en la actualidad más de 200 000 m² construidos.  Dicha Ciudad Universitaria es atravesada por la Quebrada Los Negritos, que la divide prácticamente por la mitad. Cuenta con un anillo vial en ambos sentidos que comunican todo su perímetro y dan acceso a sus amplias zonas verdes.

- El segundo sector es la Ciudad de la Investigación de la Universidad de Costa Rica (Finca 2). Se encuentra situado al noreste del Campus central y alberga en 21 hectáreas la sede de diversas unidades de investigación, unidades académicas, así como modernos edificios para el cuido y la preparación académica de los hijos e hijas de docentes, estudiantes y administrativos de la institución, un edificio de residencias estudiantiles y un planetario de última generación.

- El tercer sector está constituido por las Instalaciones Deportivas (Finca 3), en el distrito de Mercedes del cantón de Montes de Oca. En un área de 25 hectáreas se ubican la Escuela de Educación Física y Deportes, la Facultad de Odontología, la Oficina de Bienestar y Salud, varias unidades de investigación, varios gimnasios multiuso, un área de natación con piscinas, y el denominado Estadio Ecológico con una hermosa cancha de césped natural y con una pista profesional de atletismo. Las Instalaciones Deportivas también cuentan con cancha de tenis, voleibol de playa, frontón, fútbol, baloncesto y atletismo al aire libre.

El delicado equilibrio entre las coloridas edificaciones y la belleza natural del Campus es su rasgo más sobresaliente. Amplias zonas verdes, una variedad importante de árboles que florecen en diversas épocas del año, especies de aves y mamíferos que habitantan en este conjunto natural, incluso la presencia de jardines botánicos y reservas biológicas, constituyen el escenario permanente de la Ciudad Universitaria Rodrigo Facio Brenes, además de la oportunidad de convivencia, interrelación y estudio para las personas. Por eso es paso obligado para los turistas nacionales e internacionales que durante todo el año visitan Costa Rica.

## Pretil
Uno de los puntos más conocidos de la Ciudad  Universitaria Rodrigo Facio Brenes es el Pretil, una plazoleta ubicada a un costado del edificio de la Escuela de Estudios Generales. Este constituye un punto de encuentro y es utilizado para organizar conciertos y exposiciones; entre otros.

## Contexto inmediato
Hay una serie de actividades económicas, recreativas, sociales y deportivas que funcionan en estrecha relación con la Ciudad Universitaria Rodrigo Facio Brenes. Entre los más reconocidos se pueden citar:
- La Calle de la Amargura, conformada aproximadamente por 2 cuadras donde hay bares, billares, pizzerías, centros de fotocopiado; entre otros. Es un sitio muy común para que los estudiantes y no-estudiantes se congreguen.
- El parque John F. Kennedy, el cual permite llevar a cabo actividades relacionadas con el disfrute, el descanso, el ocio, el esparcimiento y la recreación.
- El centro comercial Mall San Pedro, cuya dinámica económica se centra en brindar servicios, emplazar oficinas y significar un centro de comidas muy concurrido.
- El centro comercial Outlet Mall, en el que se ofrece una serie de servicios y diversas opciones de alimentación.
- El centro comercial Plaza Carolina, en la que se ofrecen servicios de diversa índole y opciones variadas de alimentación.